# Odontotermes
Odontotermes es un género de termitas  perteneciente a la familia Termitidae que tiene las siguientes especies:
1. Odontotermes adampurensis
2. Odontotermes agilis
3. Odontotermes akengeensis
4. Odontotermes amanicus
5. Odontotermes anamallensis
6. Odontotermes anceps
7. Odontotermes angustatus
8. Odontotermes angustignathus
9. Odontotermes angustipennis
10. Odontotermes annulicornis
11. Odontotermes apollo
12. Odontotermes aquaticus
13. Odontotermes assmuthi
14. Odontotermes aurora
15. Odontotermes badius
16. Odontotermes bellahunisensis
17. Odontotermes bequaerti
18. Odontotermes bhagwatii
19. Odontotermes billitoni
20. Odontotermes boetonensis
21. Odontotermes bomaensis
22. Odontotermes boranicus
23. Odontotermes borgoriensis
24. Odontotermes bottegoanus
25. Odontotermes boveni
26. Odontotermes brunneus
27. Odontotermes buchholzi
28. Odontotermes butteli
29. Odontotermes caffrariae
30. Odontotermes capensis
31. Odontotermes celebensis
32. Odontotermes ceylonicus
33. Odontotermes classicus
34. Odontotermes conignathus
35. Odontotermes culturarum
36. Odontotermes denticulatus
37. Odontotermes diana
38. Odontotermes dimorphus
39. Odontotermes distans
40. Odontotermes dives
41. Odontotermes djampeensis
42. Odontotermes domesticus
43. Odontotermes ebeni
44. Odontotermes egregius
45. Odontotermes elgonensis
46. Odontotermes erodens
47. Odontotermes escherichi
48. Odontotermes fallax
49. Odontotermes feae
50. Odontotermes feaeoides
51. Odontotermes fidens
52. Odontotermes flammifrons
53. Odontotermes fockianus
54. Odontotermes fontanellus
55. Odontotermes formosanus
56. Odontotermes foveafrons
57. Odontotermes fulleri
58. Odontotermes fuyangensis
59. Odontotermes ganpati
60. Odontotermes garambae
61. Odontotermes giriensis
62. Odontotermes globicola
63. Odontotermes grandiceps
64. Odontotermes grassei
65. Odontotermes gravelyi
66. Odontotermes guptai
67. Odontotermes gurdaspurensis
68. Odontotermes hageni
69. Odontotermes hainanensis
70. Odontotermes holmgreni
71. Odontotermes horai
72. Odontotermes incisus
73. Odontotermes indicus
74. Odontotermes indrapurensis
75. Odontotermes interveniens
76. Odontotermes iratus
77. Odontotermes javanicus
78. Odontotermes kapuri
79. Odontotermes karawajevi
80. Odontotermes karnyi
81. Odontotermes kibarensis
82. Odontotermes koenigi
83. Odontotermes kulkarnii
84. Odontotermes lacustris
85. Odontotermes latericius
86. Odontotermes latialatus
87. Odontotermes latigula
88. Odontotermes latiguloides
89. Odontotermes latissimus
90. Odontotermes lautus
91. Odontotermes lobintactus
92. Odontotermes longignathus
93. Odontotermes longigula
94. Odontotermes longzhouensis
95. Odontotermes luoyangensis
96. Odontotermes maesodensis
97. Odontotermes magadalenae
98. Odontotermes makassarensis
99. Odontotermes malaccensis
100. Odontotermes maladictus
101. Odontotermes malelaensis
102. Odontotermes maliki
103. Odontotermes mathuri
104. Odontotermes maximus
105. Odontotermes mediocris
106. Odontotermes meridionalis
107. Odontotermes microdentatus
108. Odontotermes microps
109. Odontotermes minutus
110. Odontotermes mirganjensis
111. Odontotermes mohandi
112. Odontotermes monodon
113. Odontotermes montanus
114. Odontotermes mukimbunginis
115. Odontotermes neodenticulatus
116. Odontotermes nilensis
117. Odontotermes nolaensis
118. Odontotermes obesus
119. Odontotermes oblongatus
120. Odontotermes okahandjae
121. Odontotermes ostentans
122. Odontotermes palmquisti
123. Odontotermes paradenticulatus
124. Odontotermes paralatigula
125. Odontotermes parallelus
126. Odontotermes paraoblongatus
127. Odontotermes parvidens
128. Odontotermes patruus
129. Odontotermes pauperans
130. Odontotermes peshawarensis
131. Odontotermes planiceps
132. Odontotermes praevalens
133. Odontotermes preliminaris
134. Odontotermes pretoriensis
135. Odontotermes prodives
136. Odontotermes profeae
137. Odontotermes proformosanus
138. Odontotermes prolatigula
139. Odontotermes proximus
140. Odontotermes pujiangensis
141. Odontotermes pyriceps
142. Odontotermes qianyangensis
143. Odontotermes ramulosus
144. Odontotermes rectanguloides
145. Odontotermes redemanni
146. Odontotermes rehobothensis
147. Odontotermes robustus
148. Odontotermes rothschildianus
149. Odontotermes salebrifrons
150. Odontotermes sarawakensis
151. Odontotermes schmitzi
152. Odontotermes scrutor
153. Odontotermes sellathorax
154. Odontotermes shanglinensis
155. Odontotermes sikkimensis
156. Odontotermes silamensis
157. Odontotermes silvaticus
158. Odontotermes silvestrii
159. Odontotermes silvicolus
160. Odontotermes simalurensis
161. Odontotermes simplicidens
162. Odontotermes sinabangensis
163. Odontotermes singsiti
164. Odontotermes sjostedti
165. Odontotermes smeathmani
166. Odontotermes snyderi
167. Odontotermes somaliensis
168. Odontotermes stanleyvillensis
169. Odontotermes stercorivorus
170. Odontotermes sudanensis
171. Odontotermes sundaicus
172. Odontotermes takensis
173. Odontotermes tanganicus
174. Odontotermes taprobanes
175. Odontotermes terricola
176. Odontotermes tragardhi
177. Odontotermes transvaalensis
178. Odontotermes vaishno
179. Odontotermes vulgaris
180. Odontotermes wallonensis
181. Odontotermes wuzhishanensis
182. Odontotermes yadevi
183. Odontotermes yaoi
184. Odontotermes yarangensis
185. Odontotermes yunnanensis
186. Odontotermes zambesiensis
187. Odontotermes zulunatalensis
188. Odontotermes zunyiensis